# Фарлей
Фарлей Вієйра Роза (порт. Farley Vieira Rosa; нар. 14 січня 1994, Санту-Антоніу-ду-Жасінту, Мінас-Жерайс, Бразилія) — бразильський футболіст, півзахисник «Хапоеля» (Тель-Авів).

## Життєпис
З дитинства грав у футзал, з 11 років відвідував футбольну школу «Крузейру» в Белу-Оризонті. У 14-річному віці його прийняли в академію лісабонського «Спортінга». За юнацькі команди «Спортінга» провів 38 ігор, забив 6 м'ячів. У складі лісабонців грав у «NextGen Series» — найсильнішому європейському клубному турнірі для юнацьких команд віком до 19 років.
1 липня 2013 року перейшов до новачка української Прем'єр-ліги «Севастополя», де провів увесь наступний сезон 2013/14, зігравши у 22 матчах чемпіонату. Єдиний гол забив 31 серпня в матчі проти львівських «Карпат» на 53 хвилині, який приніс «Севастополю» перемогу 1:0.
Влітку 2014 року, після того як «Севастополь» було розформовано, на правах вільного агента підписав контракт з кіпрським «Аполлоном» з Лімасола.